# Bystropogon origanifolius
Bystropogon origanifolius — вид квіткових рослин з родини глухокропивових (Lamiaceae).

## Галерея

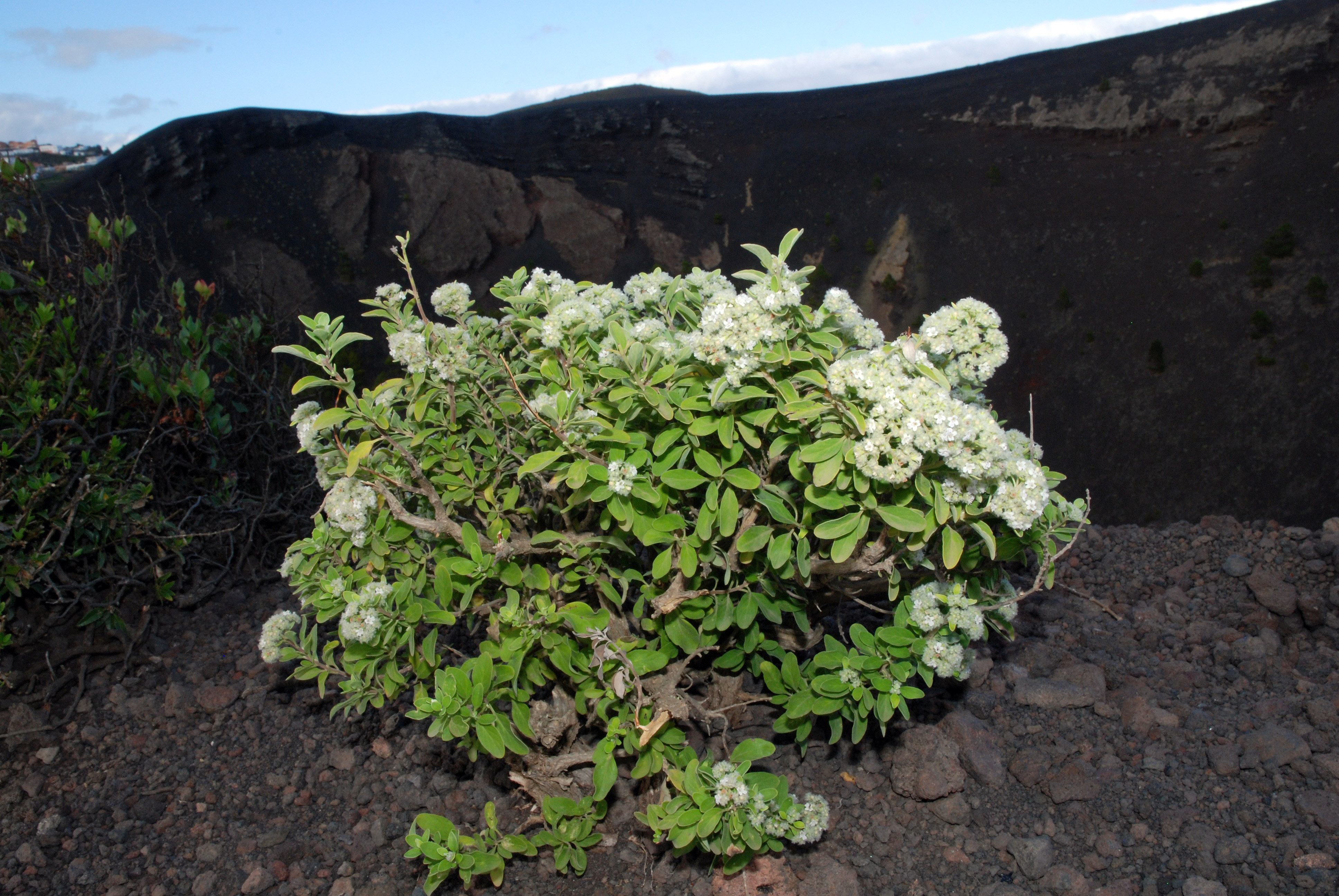
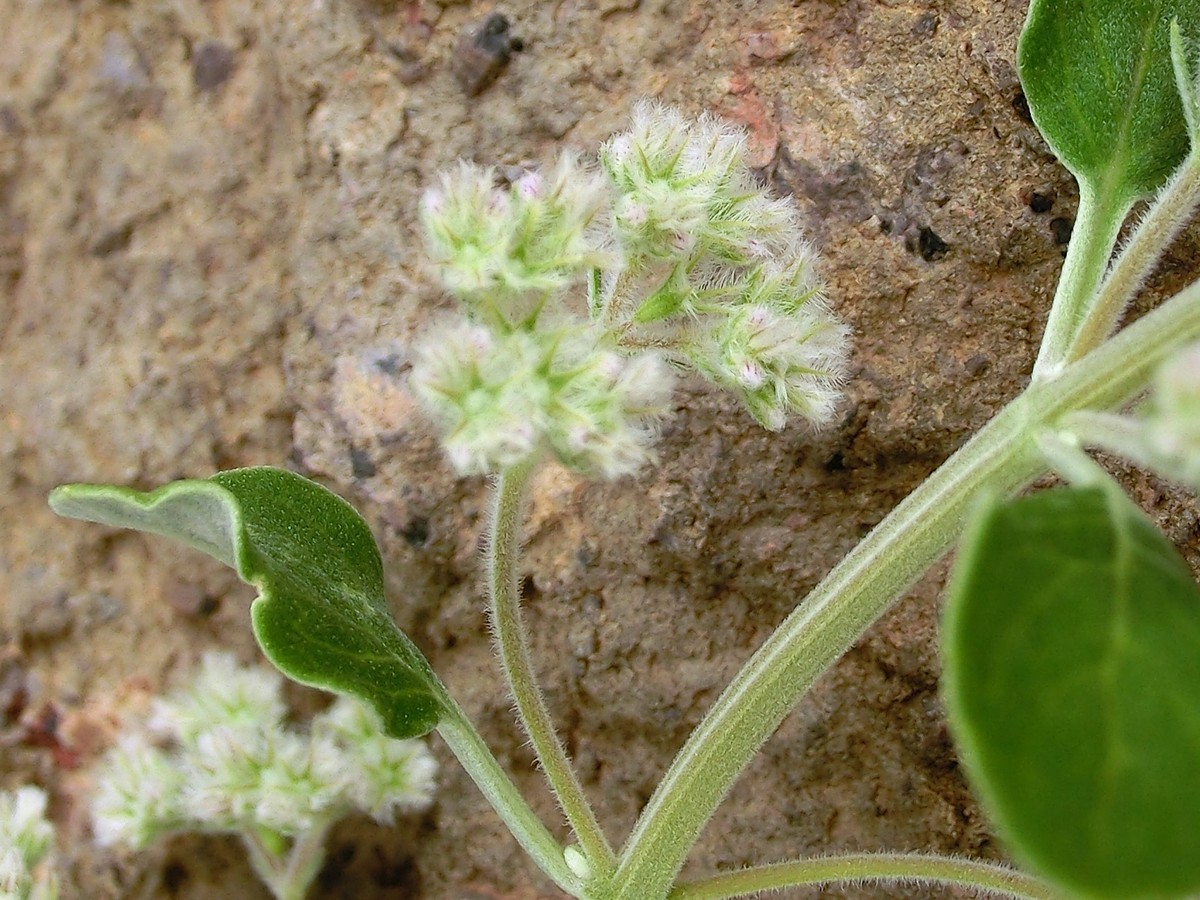

## Етимологія
Видовий епітет вказує на схожість листя з листям роду Origanum.

## Біоморфологічна характеристика
Рослини мають чашечку з довгими зубцями. Листя має м’ятний запах, а гілки та листкові ніжки вкриті короткими волосками.

## Поширення
Ендемік Канарських островів.
Розрізняють 4 різновиди:
- Bystropogon origanifolius var. canariae — Гран-Канарія
- Bystropogon origanifolius var. ferrensis — Іє́рро
- Bystropogon origanifolius var. origanifolius — Тенерифе, Ла Гомера
- Bystropogon origanifolius var. palmensis — Ла Пальма